# Глазго-Прествік (аеропорт)
Аеропорт Глазго-Прествік (IATA: PIK, ICAO: EGPK)(англ. IATA:Glasgow Prestwick Airport) — міжнародний аеропорт, що обслуговує Західну Шотландію, розташований за 1,9 км на північний схід від міста Прествік в Південному Ерширі та за 51 км від центру міста Глазго. Є другим за пасажирообігом аеропортом Глазго, та п'ятим — Шотландії.

## Авіалінії та напрямки, лютий 2020

### Пасажирські
| Авіакомпанія | Пункт призначення |
| ------------ | --- |
| Ryanair      | Аліканте, Фару, Лансароте, Малага, Тенерифе-Південний Сезонний: Барселона, Гран-Канарія, Ібіца, Мурсія, Пальма-де-Мальорка, Піза, Рим–Чіампіно |

## Статистика
|                                                                                                | Пасажирообіг | Авіатрафік | Вантажообіг (тонн) |
| ---------------------------------------------------------------------------------------------- | ------------ | ---------- | ------------------ |
| 1997                                                                                           | 567,000      | 63,166     | 33,874             |
| 1998                                                                                           | 558,000      | 54,166     | 39,600             |
| 1999                                                                                           | 702,000      | 54,093     | 40,845             |
| 2000                                                                                           | 905,000      | 44,940     | 41,450             |
| 2001                                                                                           | 1,232,000    | 48,144     | 43,104             |
| 2002                                                                                           | 1,486,000    | 43,190     | 39,500             |
| 2003                                                                                           | 1,854,000    | 57,099     | 39,975             |
| 2004                                                                                           | 2,159,000    | 55,998     | 34,102             |
| 2005                                                                                           | 2,405,000    | 54,996     | 29,199             |
| 2006                                                                                           | 2,395,000    | 48,189     | 28,537             |
| 2007                                                                                           | 2,421,000    | 47,910     | 31,517             |
| 2008                                                                                           | 2,415,755    | 42,708     | 22,966             |
| 2009                                                                                           | 1,817,727    | 34,230     | 13,385             |
| 2010                                                                                           | 1,662,744    | 33,087     | 12,163             |
| 2011                                                                                           | 1,297,119    | 28,131     | 11,846             |
| 2012                                                                                           | 1,067,933    | 25,670     | 10,314             |
| 2013                                                                                           | 1,145,836    | 24,305     | 9,526              |
| 2014                                                                                           | 913,685      | 25,643     | 12,540             |
| 2015                                                                                           | 610,837      | 22,765     | 11,242             |
| 2016                                                                                           | 673,232      | 25,714     | 10,822             |
| 2017                                                                                           | 696,309      | 24,897     | 11,393             |
| Source: United Kingdom Civil Aviation Authority [Архівовано 24 серпня 2018 у Wayback Machine.] |              |            |                    |

## Наземний транспорт

### Залізничний
Аеропорт Прествік — єдиний аеропорт в Шотландії, який має власну залізничну станцію, Аеропорт Глазго
Прествік. Станція сполучена з терміналом переходом над шосе A79. Станція, побудована в 1994, належить Аеропорту.
Єдиним залізничним оператором є First Scotrail. Велика частина потягів прямує до станцій Глазго-Центральний та Ер залізницею Ayrshire Coast Line. Потяги вирушають що півгодини з понеділка по п'ятницю і щогодини у вихідні.
Крім того, є поїзда в Странрар, Ньюкасл та Кілмарнок.

### Автобус
Оператором автобусних маршрутів з/до аеропорту є Stagecoach Western.